# پودژچانه
پودژچانه (به لهستانی:  Podrzeczany) یک روستا در لهستان است که در گمینا چژه واقع شده‌است.